# 感德站
感德站是一个漳泉肖线上的铁路车站，位于福建省泉州市安溪县感德镇，建于1978年，目前为四等站，邮政编码为362413。车站于2014年12月10日起不再办理客运业务，但每日有一对往来漳平站与泉州东站的路用通勤列车停靠，办理职工通勤业务；货运办理整车普通货物到发。